# Ramona Rieger
Ramona Rieger ist eine deutsche Schauspielerin und Model.
Rieger drehte unter anderem auch Fernsehwerbespots für die Deutsche Bahn, Lipton und Volkswagen.
Rieger studierte von 2016 bis 2018 Gesundheitswesen an der Fachhochschule Ansbach. Aktuell lebt sie in Auerbach in der Oberpfalz.

## Filmographie (Auswahl)
- 2019: Dahoam is Dahoam
- 2020: Schwarzach 23 und das mörderische Ich
- 2021: Bad Rap Rising
- 2021: Laim und die Tote im Teppich
- 2021: Kanzlei Berger
- 2021: Breisgau – Bullenstall
- 2022: Sturm der Liebe
- 2023, 2025: Gute Zeiten, schlechte Zeiten